# 더 센터
더 센터(The Center, 중국어: 中環中心 중환중심[*])는 홍콩에서 다섯 번째로 높은 마천루이다. 국제상업센터, 국제금융센터, 센트럴 플라자, 중국은행 타워 다음이다. 높이는 346 m이고 층수는 73층이다. 전체적으로 구조는 강화 콘크리트 코어(core)가 들어가 있지 않은 철강 구조로 되어 있는데, 이런 구조는 홍콩에서 드물다. 중사이구의 퀸스 로드 센트럴(Queen's Road Central)에 위치해 있으며, MTR 공도선의 성완역 및 중완역과 인접해 있다.

## 특징
더 센터는 밤에 수백 개의 네온 조명을 밝히는 것으로 유명하다. 아래서부터 위쪽까지 네온조명이 달려있는데 아래쪽은 점멸 주기가 길고 위쪽으로 갈수록 점점 점멸 주기가 짧다. 또한 천천히 광학 스펙트럼의 색들을 스크롤(scroll)시킨다. 크리스마스 시즌에는 네온 조명들이 크리스마스 축제 분위기를 내도록 설정되며, 크리스마스 트리 모양을 닮게 된다.
이 건물의 중국어 명칭을 영어로 뜻풀이하면 "Central Center" (중심 센터)라는 뜻이 된다. 하지만 이 건물은 홍콩의 센트럴 구의 중심에 있다고는 볼 수 없다.
1층 쇼핑몰에는 "퀸스 로드 우체국"이 입점해 있다.

## 건축
이 건물의 건축에는 랜드 디벨롭먼트 코포레이션이 관계하고 있었다. 기존의 여러 건물을 헐어야 했고, 길을 폐쇄하거나 조정해야 했기 때문이다.
더 센터의 대지는 좀 찌그러진 모양이다. 퀸스 로드 센트럴, 주빌리 스트리트, 데 보 로드 센트럴, 길만즈 바자 등 둘러싼 로트들이 당시 이미 재개발을 완료하고 있었기 때문이다. 길만 스트리트, 윙 온 스트리트, 텅 만 스트리트, 힝 룽 스트리트, 팃 홍 레인 등을 포함한 여러 길과 골목 등이 짧거나 좁게 조정되어야 했다.
이 건물의 건축 때문에, 여러 역사적인 건물들이 헐려야 했다. 윙 온 스트리트에 있던 전통있는 옷가게들 - "옷 골목"(Cloth Alley)라고 알려진 곳 - 은 웨스턴 마켓으로 옮겨야 했다. 유 얀 상이라는 중국 약방은 영업을 계속하기 위해 스태그 빌딩(Stag Building) 근처로 옮겼다.

## 사진

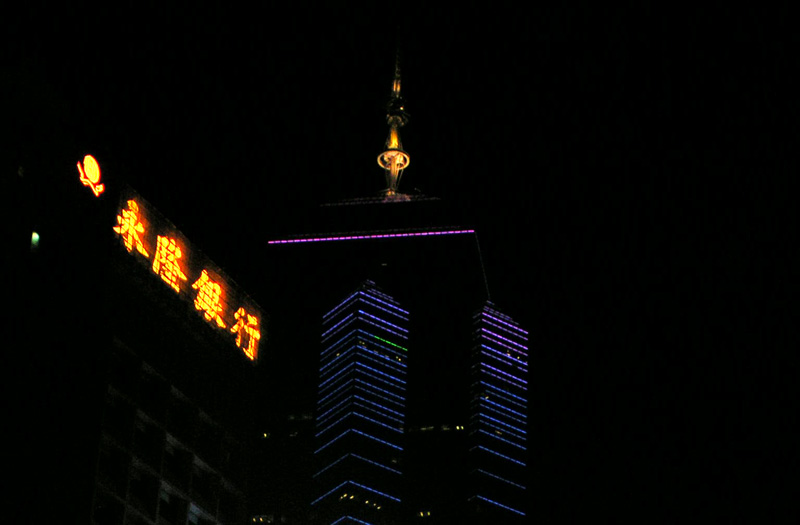
밤의 조명.
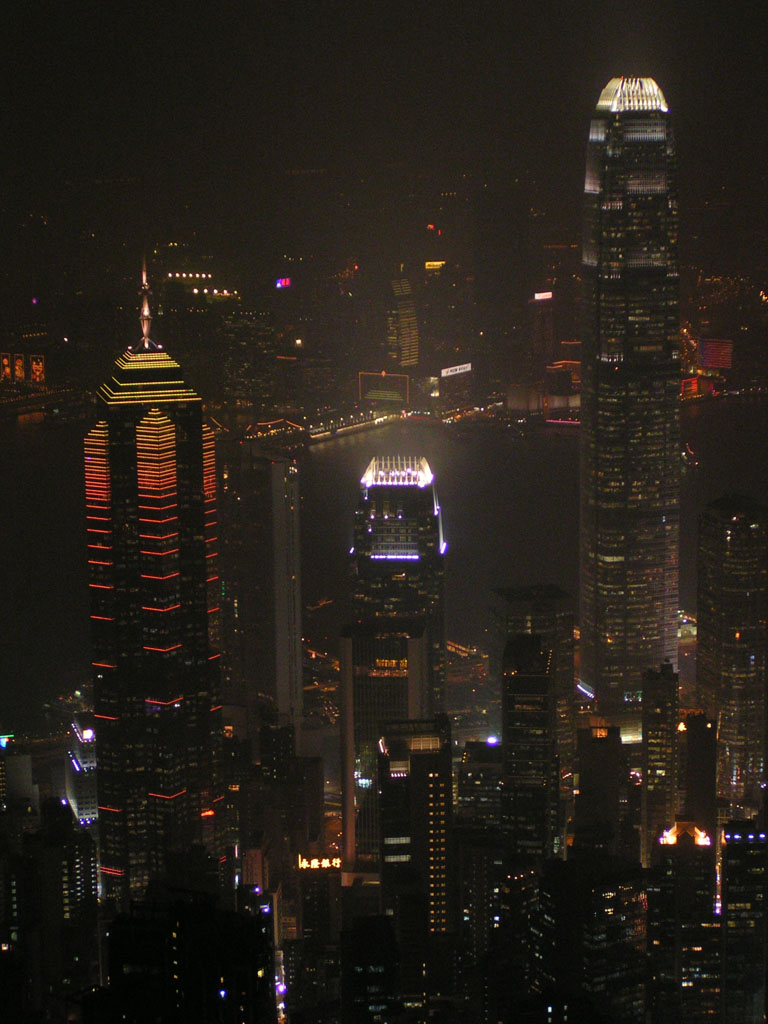
더 센터와 IFC의 야경.
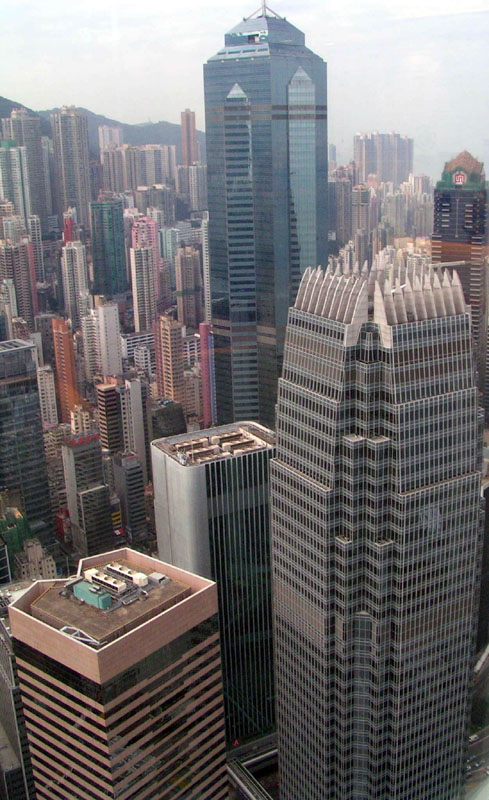
IFC2에서 바라본 더 센터와 IFC1.
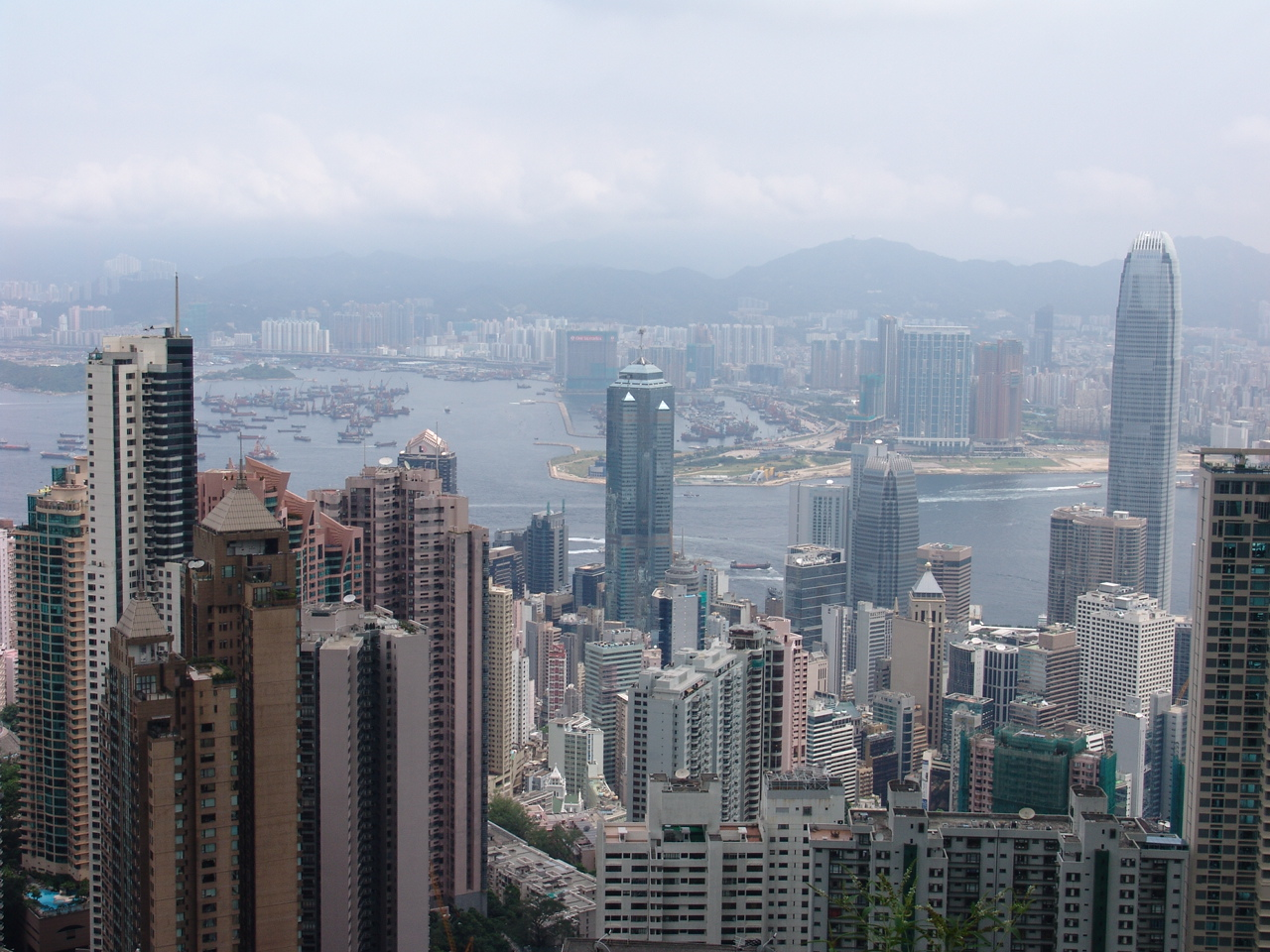
빅토리아 픽에서 바라본 더 센터.
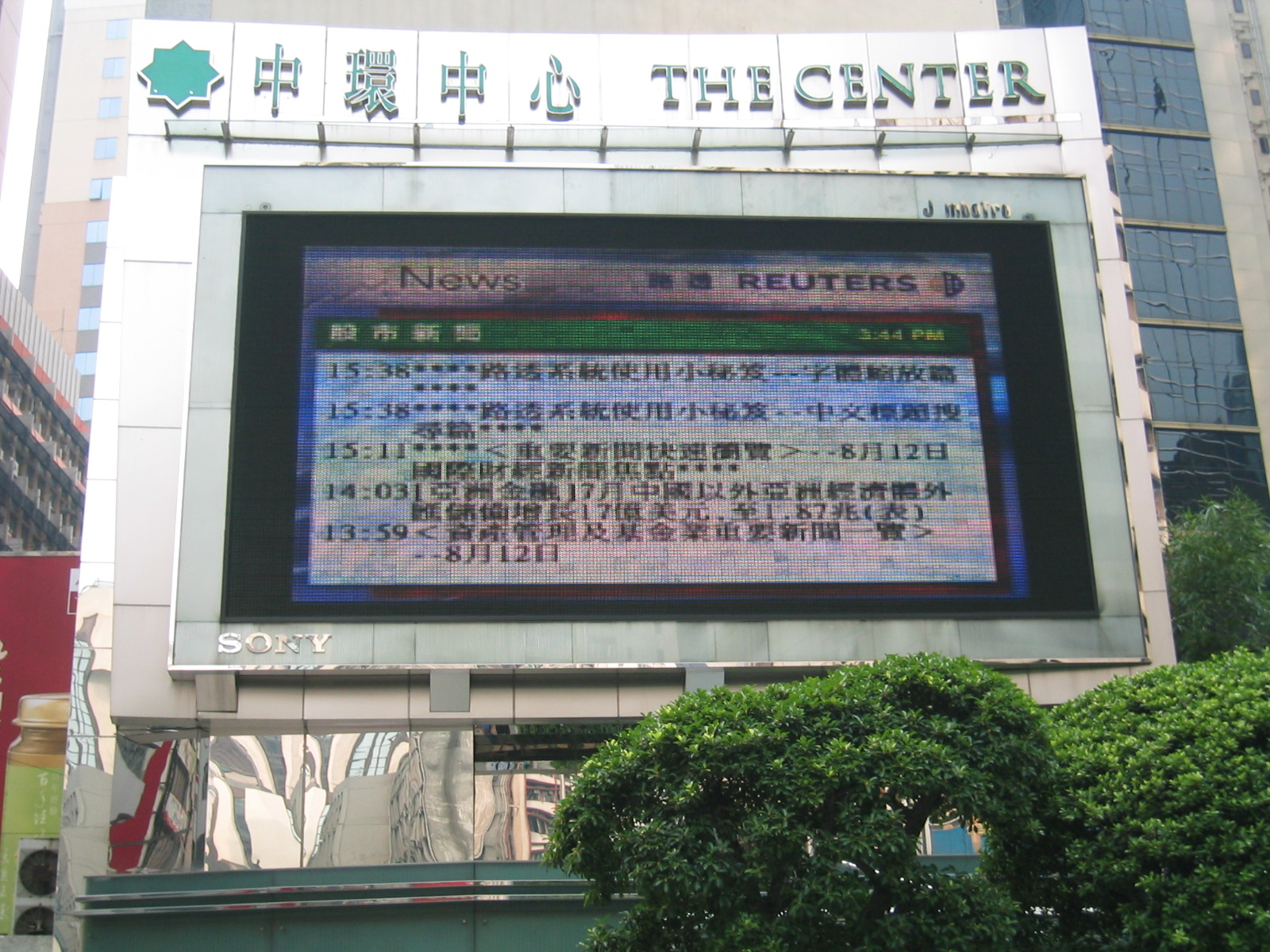
금융 뉴스를 보여주는 스크린, 더 센터 앞에 있다.
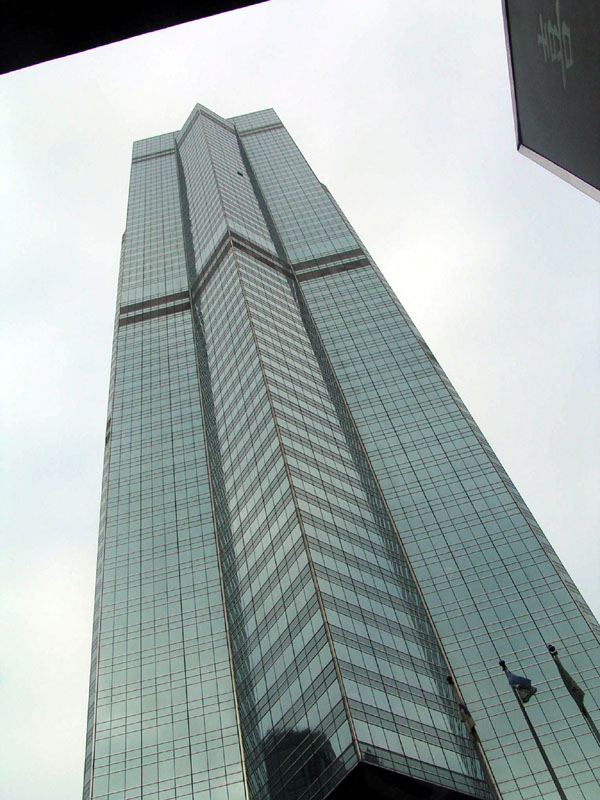
아래에서 올려다본 더 센터.
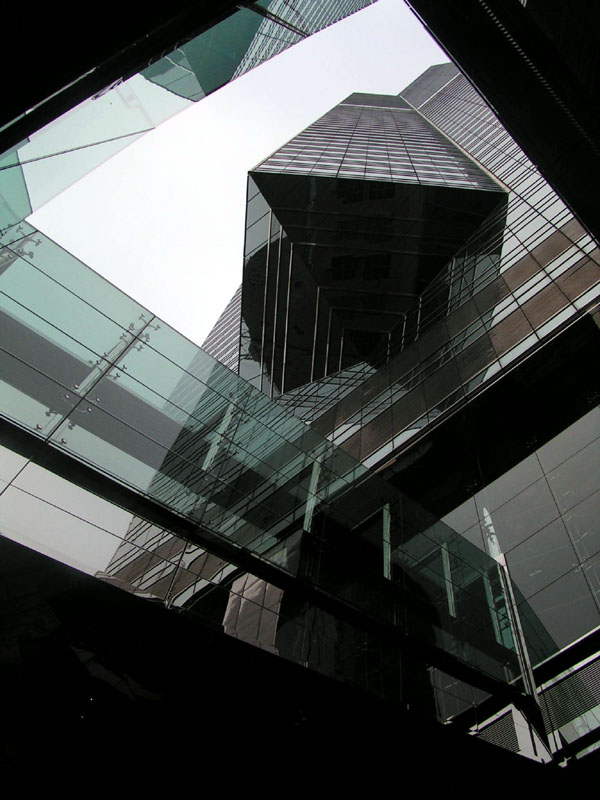
아래에서 올려다본 더 센터.

## 같이 보기
- 호프웰 센터, 홍콩